# Бріг
Бріг (нім. Brig, фр. Brigue, італ. Briga) або Бріг-Гліс (нім. Brig-Glis) — місто  в Швейцарії в кантоні Вале, адміністративний центр округу Бріг.

## Географія
Місто розташоване біля північного підніжжя перевалу Сімплон на відстані близько 85 км на південний схід від Берна, 50 км на схід від столиці кантону —  Сьйона.
Бріг-Гліс має площу 37,7 км², з яких на 11,7% дозволяється будівництво (житлове та будівництво доріг), 12,1% використовуються в сільськогосподарських цілях, 48,4% зайнято лісами, 27,8% не є продуктивними (річки, льодовики або гори).
Місто Бріг лежить на висоті 681 метр над рівнем моря на південному березі річки Рона, в долині, що розділяє Бернські і Валліські Альпи. Місто оточене горами Глісгорн (нім. Glishorn, 2525 м), Фюльгорн (нім. Fülhorn, 2738 м), Штральгорн (нім. Strahlhorn 3200 м) і Шпарргорн (нім. Sparrhorn, 3012 м).

## Історія
Назва «Бріг» походить від кельтського «briga», що означає «пагорб, городище». Перші археологічні знахідки в місті датуються бронзовою та залізною добою. Розкопки показують, що перше поселення на місці сучасного Брігу з'явилося в другій половині VII століття до нашої ери. За часів Римської імперії поселення розширили.
З XIII століття Бріг перебуває під владою єпископа Сьйону. З XVI століття Бріг стає головним регіональним центром верхнього Вале. 1690 року до Брігу були приєднані громади Хольці, Гліс і Гамза.
У XVII столітті найбільший вплив у місті Бріг мав купець і банкір Каспар Йодок фон Штокальпер (нім. Kaspar Jodok von Stockalper. Він контролював комерційні перевезення через перевал Сімплон, мав власні соляні копальні і здійснював будівництво в Брізі. Найзначимішою спорудою в місті досі є його родовий замок. Але після втручання в політичне життя Штокальпер був вигнаний з міста, і багато років був змушений провести далеко від Брігу.
У період 1801—1806, під час наполеонівських воєн, за дорученням імператора Наполеона була побудована дорога через перевал Симплон. 9 жовтня 1806 року по ній було відкрито сполучення Італії з Брігом. Ця дорога втратила своє значення у XX столітті після побудови нової автомагістралі A9.
У 1878 році з Брігу на захід була прокладена залізниця. 1906 року відкрили першу чергу Симплонского тунелю до Італії. У 1913 році був відкритий південний портал Лечбергського тунелю, який сполучив Бріг з кантоном Берн; у 1926 році залізниця була прокладена до Гомсу.
У 1972 році після злиття трьох округів (Бріг, Гліс і Брігербад) був утворений округ Бріг-Гліс. У грудні 1998 року була відкрита кільцева автодорога Бріг-Гліс/Натерс, що стала частиною національного шосе A9.

## Демографія
2019 року в місті мешкало 13 079 осіб (+4,9% порівняно з 2010 роком), іноземців було 16,3%. Густота населення становила 347 осіб/км².
За віковим діапазоном населення розподілялося таким чином: 18% — особи молодші 20 років, 60,6% — особи у віці 20—64 років, 21,3% — особи у віці 65 років та старші. Було 5874 помешкань (у середньому 2,2 особи в помешканні).
Із загальної кількості 9945 працюючих 103 було зайнятих в первинному секторі, 1478 — в обробній промисловості, 8364 — в галузі послуг.
Велика частина населення говорить на валійскому діалекті німецької мови.

## Залізничний транспорт
У Брігу сходяться три залізниці: Симплонська залізниця (напрямок Домодоссола — Мілан, Італія), Лйочберська залізниця (Симплон — Лйочберг — Берн) і Маттерхорн — Готтарська залізниця (Дісентіс-Андерматт-Піспа — Церматт).

## Пам'ятки
Бріг є частиною туристичного регіону Алеч. У старому місті розміщені ряд архітектурних пам'яток: палац Штокальпера, капела Святого Себастьяна, церква Святого духа (1673—1688) та інші.

## Міста-побратими
Місто Домодоссола (Італія), яке знаходиться на північному заході від Вербанії на 26 км, на північ від Турина на 125 км та північному заході від Рима на відстані приблизно 580 км.